# Lex mercatoria
(Gunther Teubner)
La Lex mercatoria è un sistema di norme e regole di tipo consuetudinario, nate in forma spontanea tra gli appartenenti a determinati settori commerciali (ad es. nel settore del credito, dei trasporti di merci o persone, delle assicurazioni ecc..., e più recentemente nelle transazioni informatiche), finalizzato alla regolamentazione di rapporti contrattuali ed extracontrattuali aventi elementi di internazionalità.

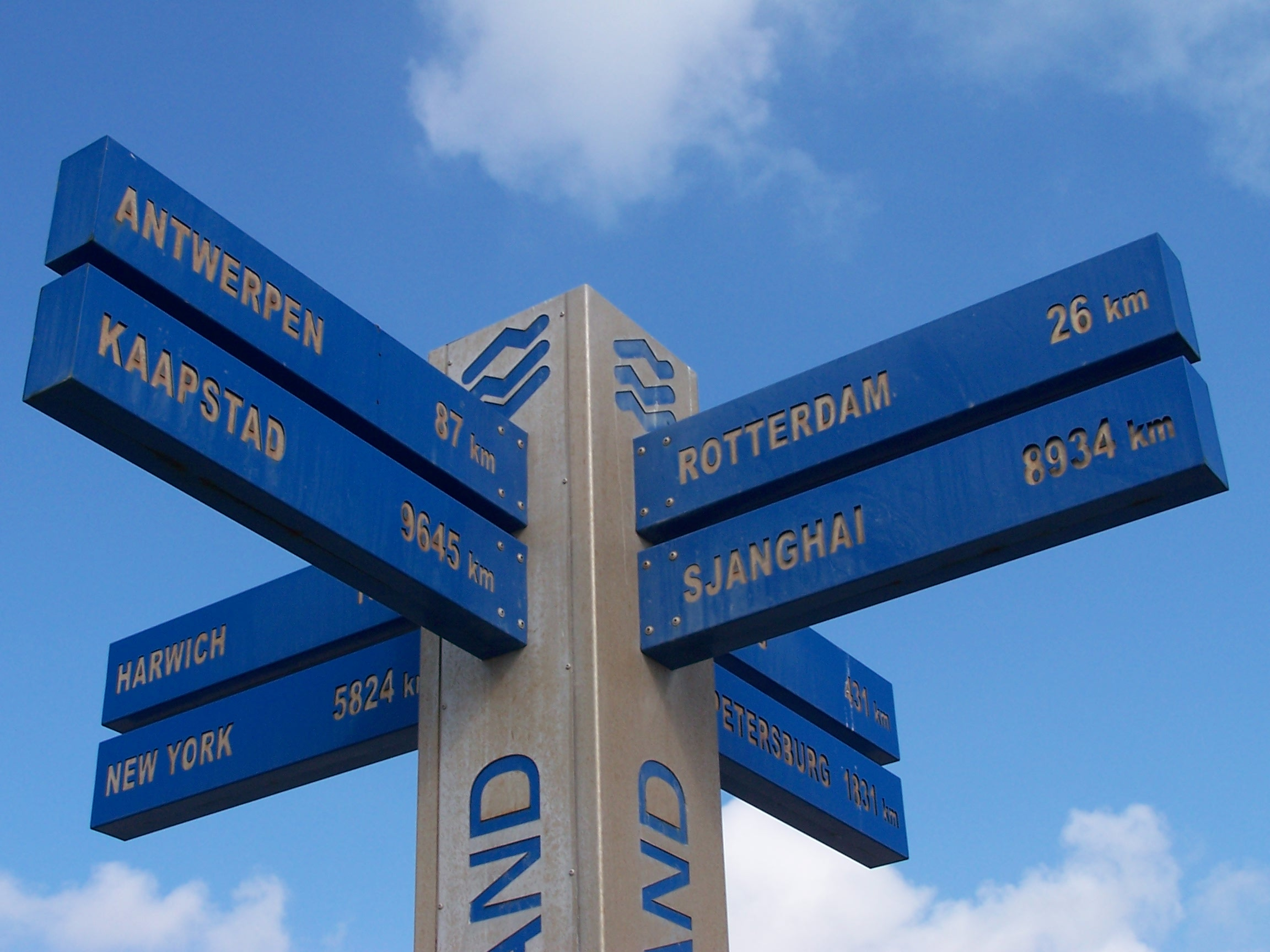

Si tratta di un diritto spontaneo nato tra i soggetti operanti in specifici settori economici a carattere principalmente internazionale ed avente per scopo la fissazione di regole certe al fine di evitare controversie legali, o, comunque, favorirne la risoluzione una volta che siano insorte vicissitudini tra le due parti, inoltre velocizza i possibili provvedimenti giudiziari in ambiti caratterizzati da un alto tasso di internazionalità (per esempio i trasporti aerei, o marittimi internazionali), in maniera tale da evitare la regolamentazione esclusiva tramite la normativa di diritto internazionale privato propria degli Stati interessati, o tramite quella convenzionale, le quali potrebbero portare a gravi problemi di coordinamento in sede applicativa davanti all'organo giudicante investito della cognizione (sia esso giudice o arbitro). Può essere considerato come un ordinamento giuridico relativo a specifiche categorie di operatori che si fonda sulla sua effettività sostanziale.

## Origini storiche
La Lex mercatoria trae origine dallo sviluppo delle relazioni commerciali internazionali europee che caratterizza il basso medioevo: le mutate condizioni sociali e la fine dell'economia curtense favoriscono uno sviluppo dei commerci interstatuali in relazione ai quali risulta necessario trovare uno strumento giuridico più agile dello ius civile di derivazione romanistica, ormai incapace di far fronte alle nuove esigenze mercantili nel mutato assetto istituzionale che vede la nascita degli stati nazionali (l'unico aspetto di internazionalità da esso in precedenza preso in considerazione riguardava i rapporti con i popoli non romani regolamentati nell'ambito dello ius gentium).
Per questo motivo viene data vita in forma consuetudinaria, e talvolta a mezzo di codificazione, ad un nuovo diritto oggettivo sovranazionale denominato Ius mercatorum che basa la propria efficacia sulla reciproca accettazione delle condizioni in esso stabilite da parte degli operatori commerciali.

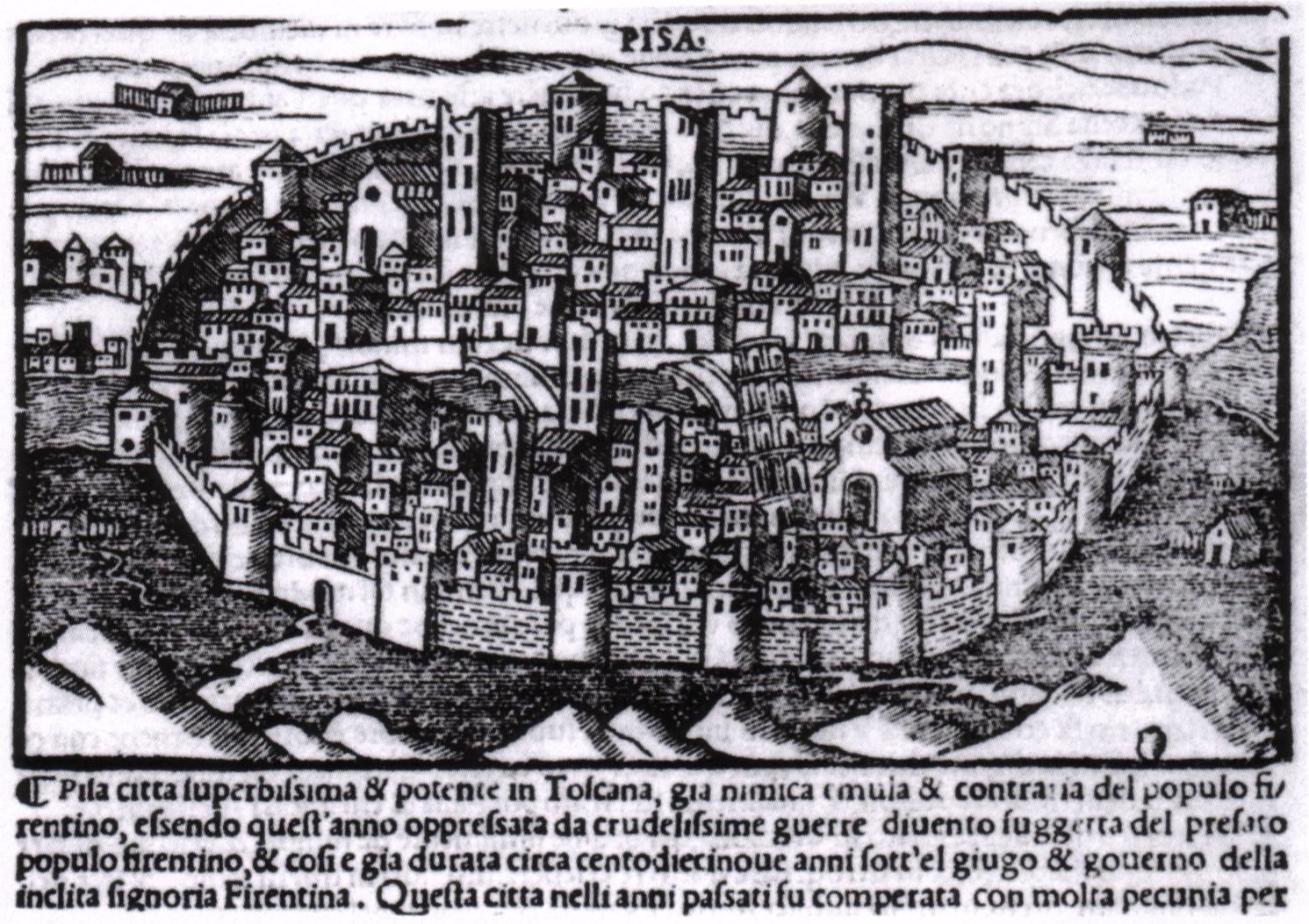
La Repubblica marinara di Pisa.

Gli Stati italiani dell'epoca hanno un ruolo fondamentale nello sviluppo di tale ordinamento: in particolare le Repubbliche marinare, vere e proprie potenze commerciali all'epoca, stabiliscono una serie di regole relative ai trasporti per mare, all'assicurazione dei bastimenti, alla polizza di carico, alla condivisione dei rischi da parte dei finanziatori mediante lo strumento dei Carati (la caratura delle navi da trasporto rappresentava il capitale sociale investito nella spedizione commerciale, suddiviso in quote al pari delle odierne società per azioni), di fatto creando regole uniformemente accettate anche negli altri Paesi Europei.
Altri strumenti fondamentali per lo ius mercatorium sono la cambiale (di cui si hanno le prime notizie a Genova nel 1207), la lettera di cambio (il moderno assegno bancario di cui si ritiene inventore Francesco Datini) e le lettere di credito.
Inoltre lo sviluppo a livello internazionale delle prime banche italiane (in particolare il Monte dei Paschi di Siena) favorisce la diffusione a livello europeo di questi strumenti, creando di fatto uno standard internazionale per i secoli a venire, accettato da tutti gli operatori negli scambi mercantili.

## Il declino
L'efficacia di tale ordinamento giuridico sui generis perde di importanza nel corso del XVI e XVII secolo a causa:
- delle politiche protezionistiche adottate da alcuni Stati europei per la salvaguardia del proprio mercato interno sulla base delle teorie mercantiliste, le quali perseguivano il concetto che la potenza di una nazione risulta accresciuta dalla prevalenza delle esportazioni sulle importazioni (ad esempio, in Francia durante il regno di Luigi XIV le misure in materia economiche decise dall'allora ministro dell'economia Jean-Baptiste Colbert, le cosiddette Ordonnances de Colbert, in particolare quella del 1673 che istituiva il nuovo codice commerciale, e quella del 1681 in materia di commercio marittimo);

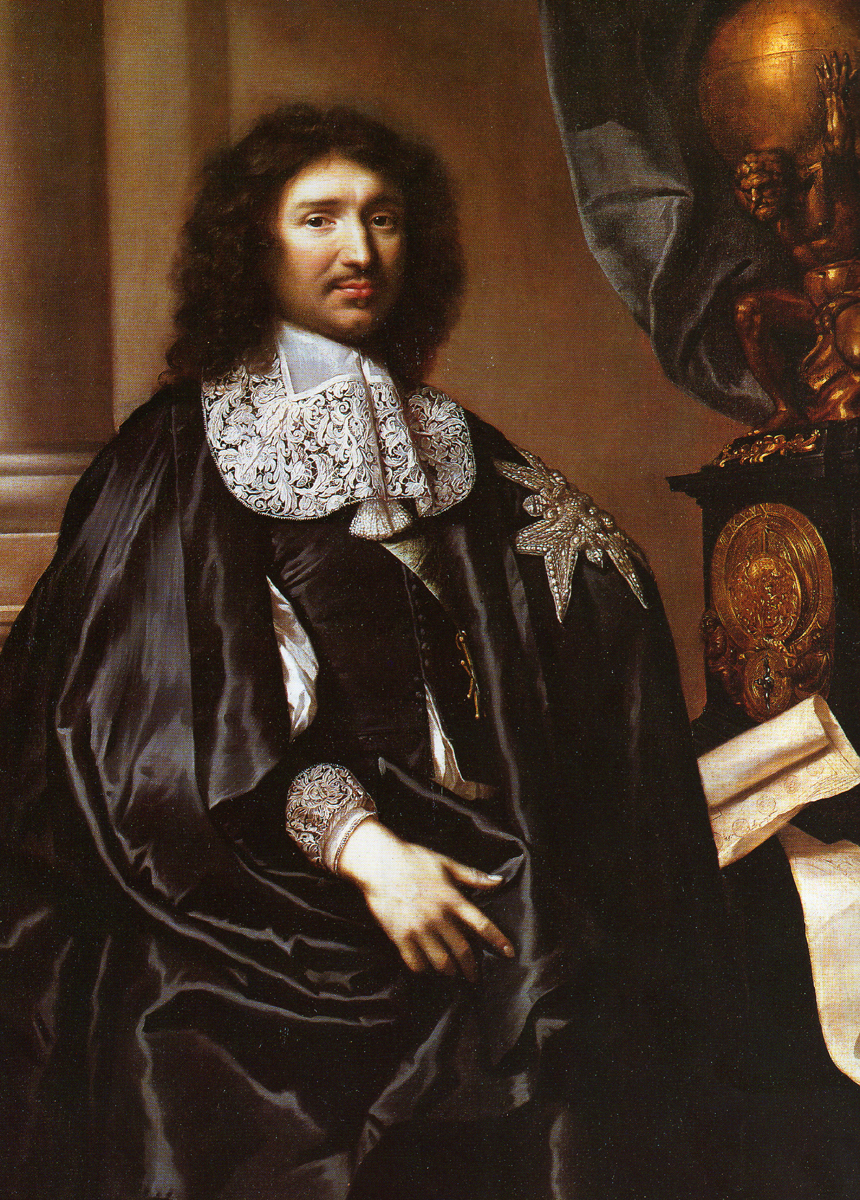
Jean Baptiste Colbert, ministro di Luigi XIV di Francia.

- dal mutato assetto delle relazioni commerciali internazionali derivanti dalla scoperta dell'America, a seguito della quale le principali potenze europee spostano la loro attenzione verso le colonie, assimilate nel patrimonio della corona (in particolare Spagna, Portogallo, e successivamente l'Inghilterra). I Paesi Bassi per contro si indirizzano verso le Indie olandesi;
- dalle esigenze finanziarie di Stati sempre più rapaci che comportarono l'aggravio dei dazi doganali interni per il passaggio delle merci sul territorio nazionale, rendendo così difficile l'esportazione verso l'estero.

## La rinascita
Lo sviluppo di uno studio scientifico dell'economia nel corso del XVIII secolo, di cui fu il principale fautore Adam Smith, favorì il superamento dell'ottica protezionistica che aveva caratterizzato i due secoli precedenti. La nascente rivoluzione industriale, permettendo produzioni di massa inizialmente soltanto in Inghilterra, e in seguito nel resto del continente, rese necessario un cambiamento di rotta negli orientamenti di politica economica dei Governi europei a causa della necessità di trovare nuovi mercati in cui far confluire la produzione nazionale eccedente i fabbisogni interni

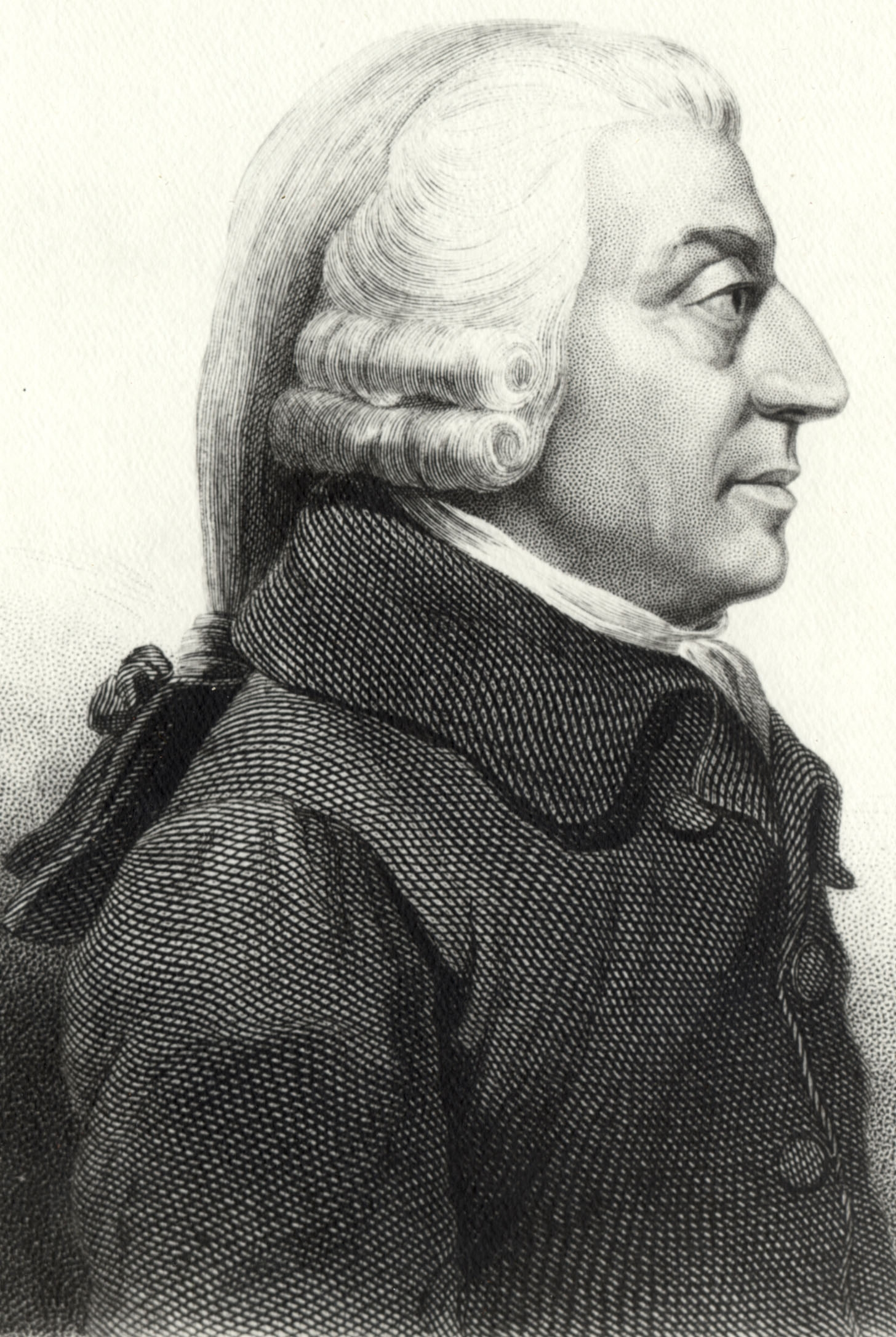
Adam Smith

L'abbattimento dei dazi all'interno degli Stati nazionali e la creazione delle prime unioni doganali (ad esempio, lo Zollverein costituito nella Confederazione Tedesca nel 1834) favorirono uno sviluppo senza pari dei commerci internazionali, dando quindi adito ad un recupero massiccio delle antiche norme dello ius mercatorum, al quale vennero affiancate sempre nuove codificazioni.
Lo strisciante nazionalismo che caratterizza la prima metà del XX secolo non riesce ad impedire lo sviluppo del commercio internazionale che, viceversa, fiorisce sempre di più per merito dell'evoluzione dei mezzi di produzione e dello sviluppo di nuovi mezzi di trasporto. Gli stati nazionali assumono in proprio la regolamentazione della materia internazionalprivatistica mediante la creazione di una specifica disciplina che prevede un insieme di "norme di conflitto" per l'individuazione all'interno della fattispecie degli elementi di estraneità (cioè attinenti ad un ordinamento straniero) che permettano il collegamento con la normativa applicabile per la risoluzione della controversia; provvedono inoltre alla predisposizione di una disciplina processualcivilistica internazionale (per la determinazione di quale giudice statuale abbia la giurisdizione sulla controversia).
Ciò comunque non esclude la possibilità per gli operatori commerciali di utilizzare le fonti dello ius mercatorum e gli arbitrati internazionali come strumenti di composizione e risoluzione delle eventuali controversie sorte tra di loro.
Attualmente, il nostro sistema di diritto internazionale privato non attribuisce alcuna rilevanza a tali fonti se non nella misura in cui le clausole della lex mercatoria non siano riportate, in base all'autonomia negoziale delle parti, nel contratto stesso.
In parole povere, in caso di controversia, ai fini dell'applicazione di tale normativa è necessario che le parti contraenti abbiano esplicitamente inserito tali clausole nel testo del contratto (oppure vi abbiano fatto riferimento de relato).

## Fonti e codificazioni
Nella Lex mercatoria si possono ricomprendere una vasta serie di fonti giuridiche: vi rientrano norme, prassi uniformi, condizioni generali di contratto, clausole contrattuali che vengono applicate alla relazioni economiche internazionali intercorrenti tra operatori solitamente privati.
Il carattere fondante tale istituto è l'origine privata: come per le consuetudini si tratta di una ripetizione costante nel tempo di un comportamento (diuturnitas) assommata alla opinione di una generica vincolatività giuridica di tale regola (opinio iuris ac necessitatis).
Esempi fondanti tale istituto sono:
- le codificazioni fissate da organizzazioni di settore (ad esempio la IATA per il trasporto aereo) di merci e bagagli;

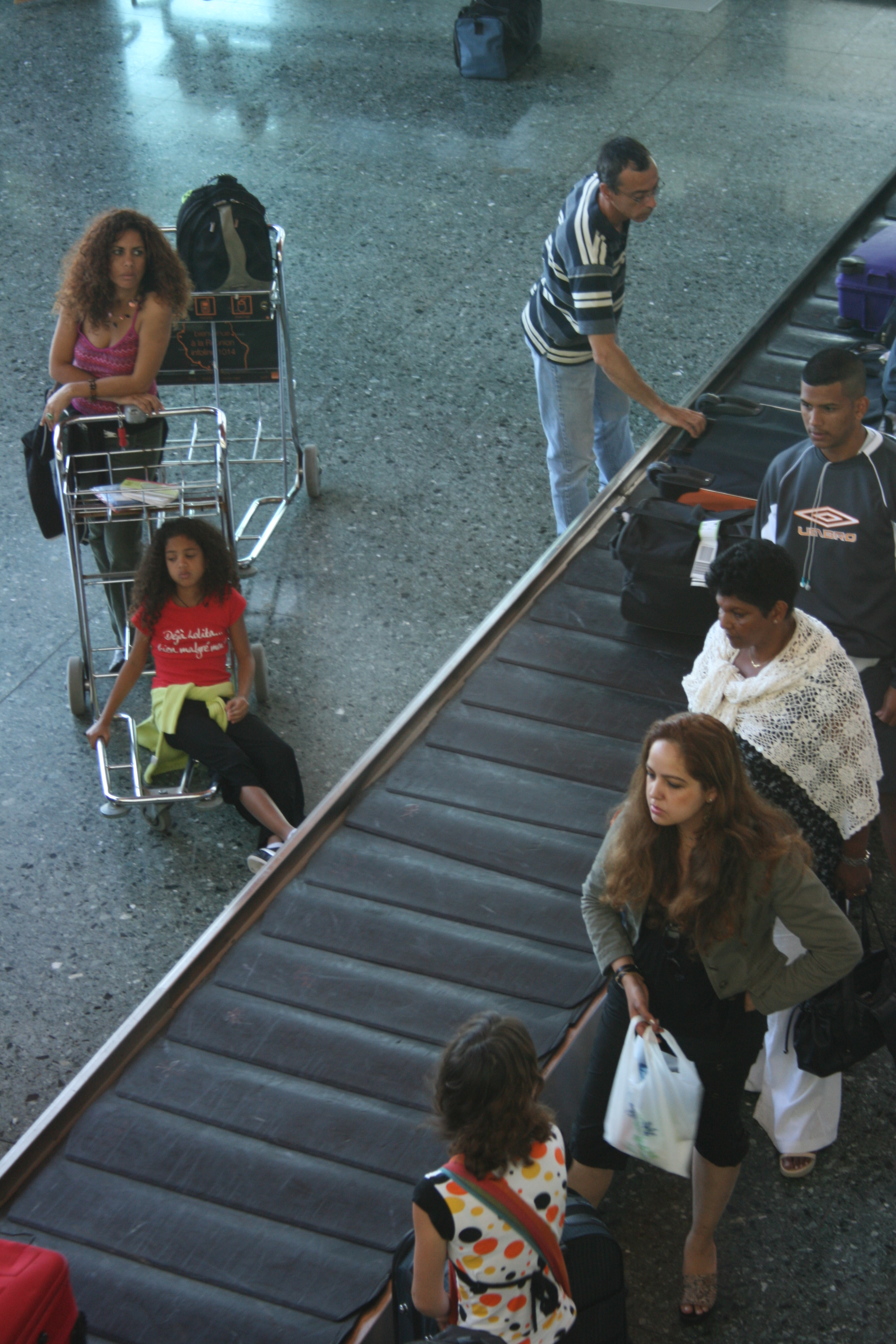
Il ritiro dei bagagli in un aeroporto

- gli Incoterms, un prontuario di settore delle pratiche standards dei contratti di vendita internazionali che prevedono alcuni tipi di clausole contrattuali come le FOB (free on board, relative al trasporto merci, sul rischio di perimento delle stesse durante il trasporto), e le clausole CIF ( cost, insurance, freight, per l'assicurazione del trasporto a carico del venditore);
- le raccolte di regole ed usi rispettati uniformemente dagli operatori di settore, effettuate e sottoposte ad aggiornamento periodico dalla Camera di Commercio Internazionale (ICC); si tratta di una ONG che associa federazioni nazionali di imprese di settore, di norma private (assicurazioni, armatori navali, banche);
- le fonti elaborate da alti istituti privati come l'Uncitral e l'UNIDROIT.

## Interlinguistica
Il Consiglio europeo della ricerca ha in corso un'indagine sistematica sulle fonti giuridiche medievali e della prima età moderna volta a "verificare la fondatezza di un topos storiografico diffuso, secondo il quale i mercanti di tutto il mondo avrebbero parlato (e scritto) una lingua comune".